# 杭州职业技术大学
杭州职业技术学院位于杭州市钱塘区下沙大学城，是杭州市政府主办的以工科专业为主的普通全日制高等职业技术院校。其前身是由杭州市经委系统所属的杭州机械、丝绸、纺织、化工、轻工、西湖电子等六所学校于1996年合并而成的杭州职工大学，2002年正式建立杭州职业技术学院。2003年列入杭州市直属事业单位。

## 简介
学院占地1000余亩，现有在校生近万人，教职工600余人。建有市政府投资3亿元、占地30亩、面向全市开放的集实训、培训、鉴定、研发于一体的杭州职业技术学院实训中心暨杭州市公共实训基地、杭州经济技术开发区高职学生创业园。现任校长为贾文胜。

## 院系设置
下设8个二级学院：友嘉机电学院、金都管理学院、达利女装学院、临江学院、信息工程学院、新通国际学院、青年汽车学院、普达海动漫艺术学院。开设装备制造、轻工纺织、化工与生物、电子信息等11大类专业群共计34个专业。